# 1775~1782년 북아메리카의 천연두 유행

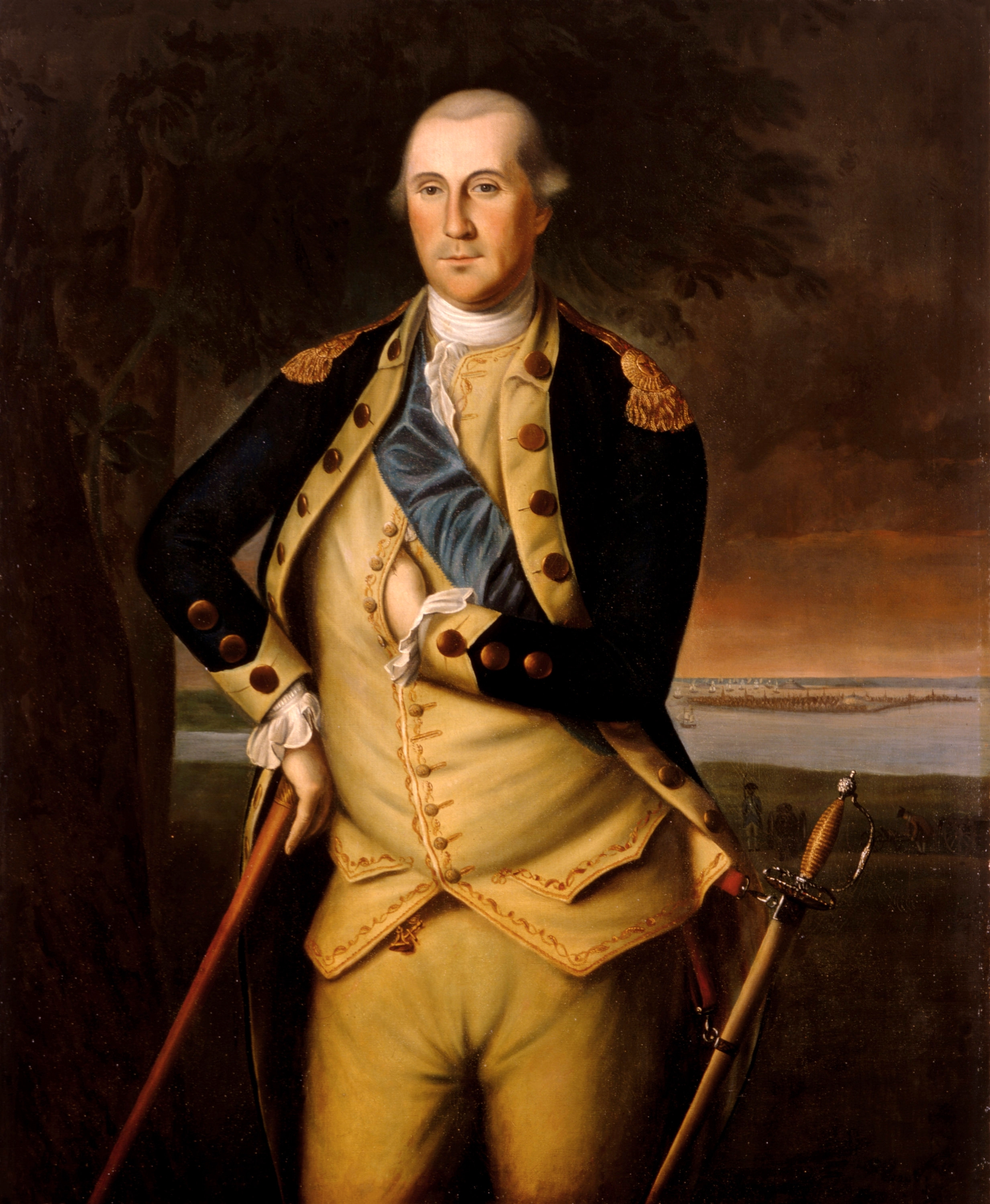
조지 워싱턴의 1776년 초상화.

1775~1782년 북아메리카의 천연두 유행은 1775년에서 1782년 사이에 서반구를 황폐화시킨 천연두의 유행성 발병 사례를 가리키는 말이다. 크리스토퍼 콜럼버스의 첫 번째 항해를 통해 아메리카에 천연두가 전파되었고, 이후 이것이 북아메리카에까지 전파된 것으로 보인다.

## 배경
천연두에 감염된 사람은 감염 후 약 24일 동안 다른 사람들을 전염시킬 수 있다. 그러나 이 시기에는 발열, 두통, 몸살, 구토 등의 가벼운 증상만 보이기 때문에 쉽게 특정할 수 없다.
이 전염병은 미국 독립 전쟁 중에 발생했다. 당시 혼잡하고 비위생적인 군 막사의 병사들 사이에서 돌림병이 발생하는 것을 막을 수 있는 의료 기술은 존재하지 않았고, 따라서 조지 워싱턴이 이끄는 대륙육군이 성공에 큰 위협이 되었다.
이 전염병이 가져온 최악의 비극 중 하나는 아메리카 원주민들에게 막대한 피해를 입힌 것이다. 쇼숀인 부족의 이동을 통해 북아메리카 전역으로 전파된 것으로 보인다. 1780년 초에는 현재 뉴멕시코 지역에 사는 푸에블로 인디언에게도 도달한다. 1782년에는 허드슨 베이 회사의 내부 거래소에도 나타났다. 천연두는 북서 해안을 포함한 대륙의 거의 모든 부족에게 영향을 주었다. 현재 워싱턴주 서부 지역에서 살던 1만 1천 명의 미국 원주민들이 사망하여, 7년 동안 전체 인구를 3만 7천 명에서 2만 6천 명으로 줄인 것으로 나타난다.

## 검역
영국 식민지 주민들은 물론 영국인 관리들도 주민을 보호하기 위한 검역 지침을 마련하는 데 적극적이었다. 가장 먼저 기록된 사례들 중 하나는, 카리브해에서 오는 배에서 오는 질병의 확산을 막기 위해 청교도들이 1647년에 수립한 검역안이다. 1731년에는 천연두의 은닉을 막기 위한 법률(An Act to Prevent Persons From Concealing the Smallpox) 라는 제목의 법안이 통과되었다. 이 법은 각 가정의 가장들이 천연두에 관한 정보를 매사추세츠만 식민지에 행정위원에게 의무적으로 보고할 것을 명시하고 있다. 감염된 가구는 적색 깃발로 표시된다. 사우스캐롤라이나주에서는 감염가구에 외부로 보초를 게시하도록 하고 전염병 안내문을 의무화했다. 이외에도 많은 식민지들이 배를 타고 들어오는 사람들을 격리하기 위한 시설을 설치하였다. 이를 통해 천연두가 무역이나 여행을 통해 유입될 가능성이 감소하였다. 1700년대 후반이 되면 거의 모든 식민지들은 천연두가 지역사회에 미칠 피해를 줄이기 위해 검역법을 시행하게 되었다.

## 공중 보건에 미친 영향
조지 워싱턴, 토머스 제퍼슨, 존 애덤스, 벤저민 프랭클린 등 미국 혁명과 관련된 많은 인사들이 미국 식민지 전역과 그 너머에 걸쳐서 천연두가 전파되는 것을 막는데 일조했다. 이들이 의료 조치를 취하기 이전에, 식민지의 공중 보건 정책은 대부분 긴급 상황에 한정된 상태, 즉, 전염병과 격리가 필요할 때에만 잠시 공중 보건 정책이 수립되는 상태였다. 따라서 긴급한 상황이 닥쳤을 때의 대처능력은 낮을 수 밖에 없었다. 그러나 천연두 유행을 겪으며 공중 보건 대처능력이 확연하게 증가했다.

## 참고 문헌
- Abrams, Jeanne E. (2013). 《Revolutionary Medicine: The Founding Fathers and Mothers in Sickness and in Health》. New York University Press. ISBN 978-0-8147-8919-3.
- Becker, Ann M. (2004). “Smallpox in Washington's Army: Strategic Implications of the Disease During the American Revolutionary War”. 《The Journal of Military History》 68 (2): 381–430.
- Carlos, Ann M.; Lewis, Frank D. (2012). “Smallpox and Native American mortality: The 1780s epidemic in the Hudson Bay region”. 《Explorations in Economic History》 49 (3): 277–290. doi:10.1016/j.eeh.2012.04.003.
- Coss, Stephen (2016). 《The Fever of 1721: The Epidemic that Revolutionized Medicine and American Politics》. Simon & Schuster. ISBN 978-1-4767-8308-6.
- Fenn, Elizabeth A. (2001). 《Pox Americana: The Great Smallpox Epidemic of 1775–82》. Hill and Wang. ISBN 0-8090-7821-X.
- Filsinger, Amy Lynn; Dwek, Raymond (2009). “George Washington and the First Mass Military Inoculation”. 《Library of Congress Science Reference Services》.
- John W.R. McIntyre; C. Stuart Houston (December 1999). “Smallpox and its control in Canada”. 《Canadian Medical Association Journal》 161 (12): 1543–7. PMC 1230874. PMID 10624414.
- Savas, Theodore P.; Dameron, J. David (January 2010). 《New American Revolution Handbook》. New York, NY: Savas Beatie. ISBN 978-1-932714-93-7.